# St-Louis-en-l’Île (Paris)

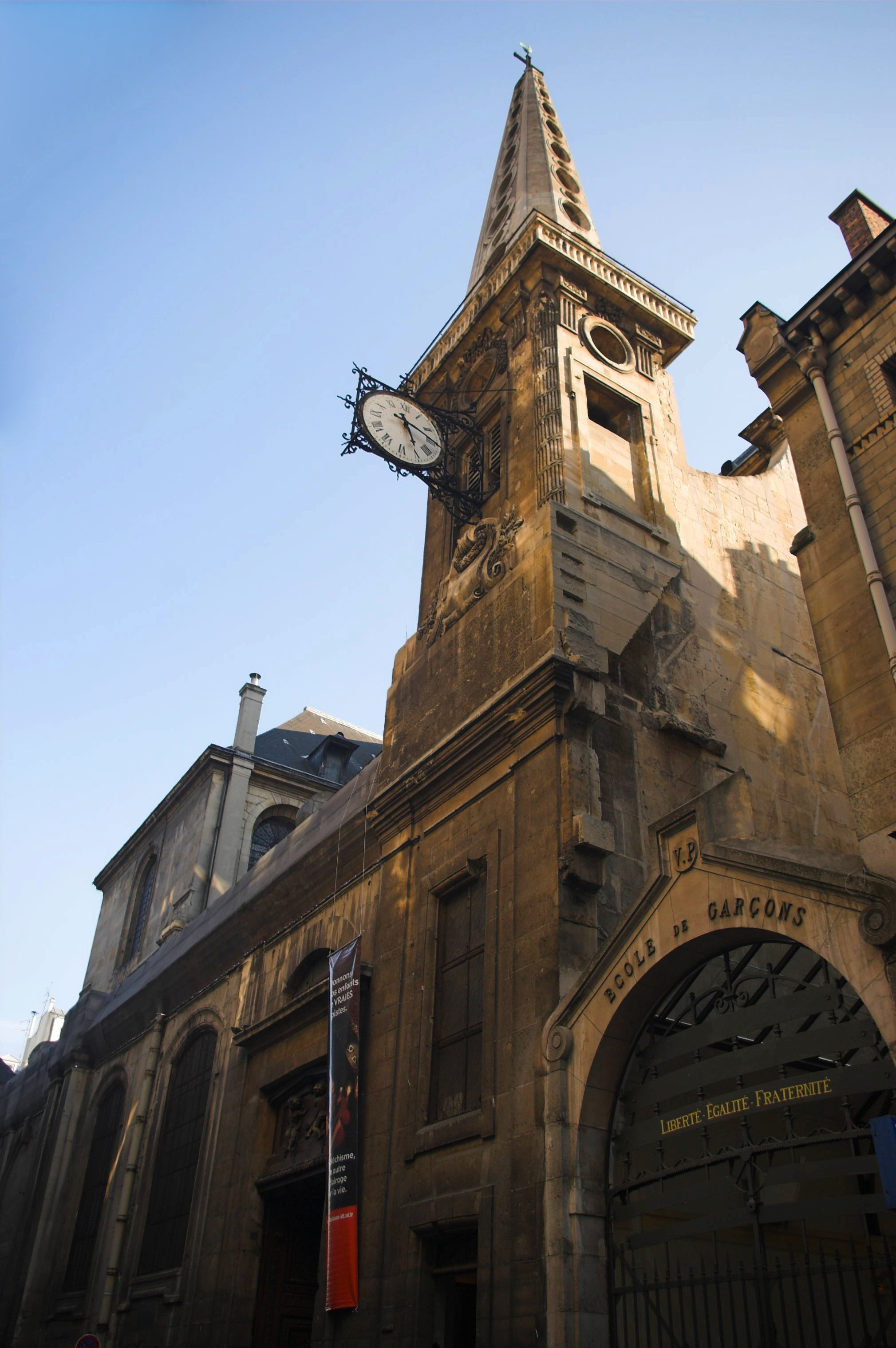
Saint-Louis-en-l’Île

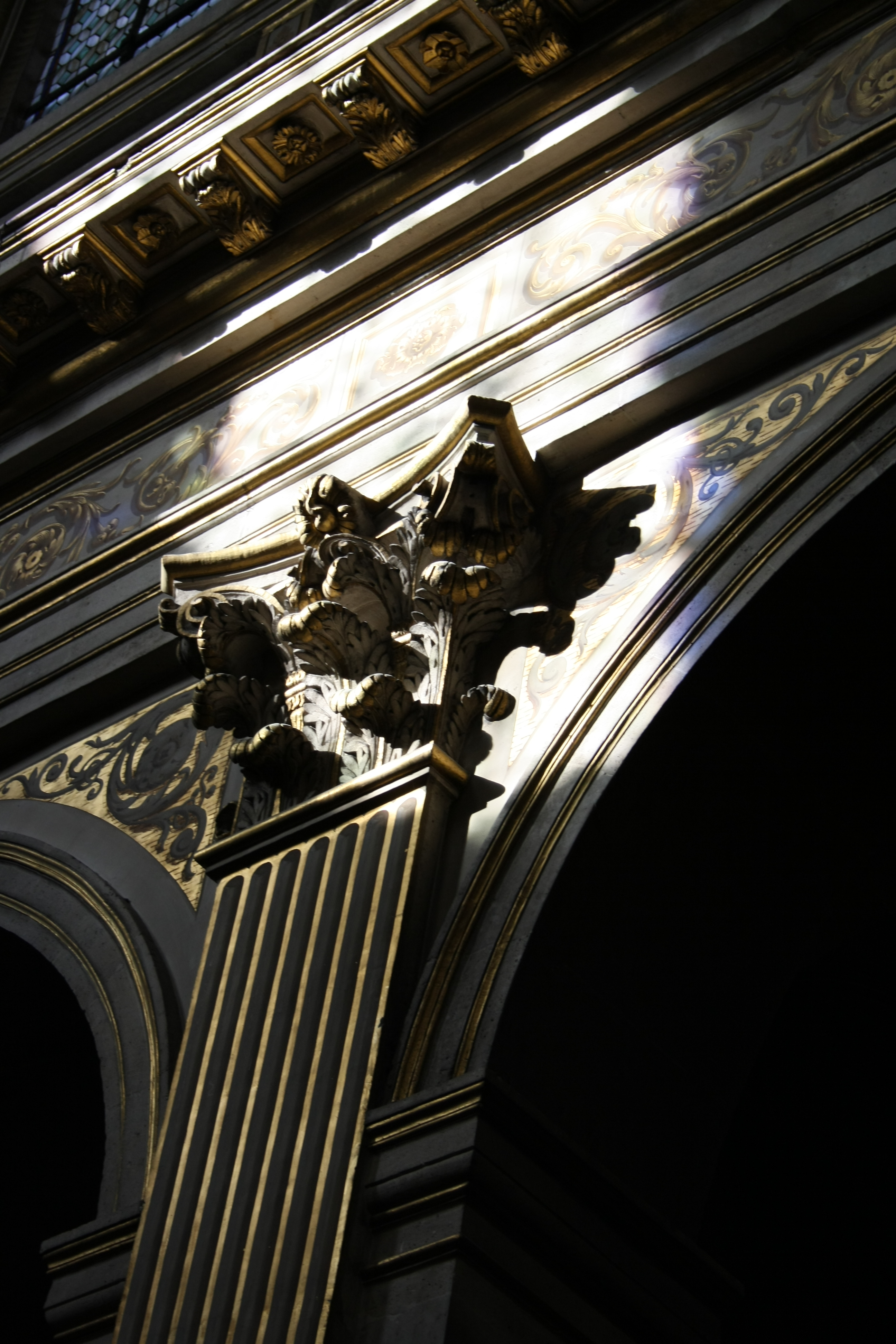
Pilaster mit korinthischem Kapitell

Die katholische Pfarrkirche St-Louis-en-l’Île in der Rue Saint-Louis-en-l’Île Nr. 19/21 auf der Île Saint-Louis im 4. Arrondissement in Paris ist ein Bauwerk im Stil des französischen Barock. Der Bau der Kirche wurde in der zweiten Hälfte des 17. Jahrhunderts begonnen und zu Beginn des 18. Jahrhunderts fertiggestellt. Die nächsten Metrostationen sind  Saint-Paul und Pont Marie der Linien 1 und 7. Im Jahr 1915 wurde die Kirche in die Liste der französischen Baudenkmäler (Base Mérimée) als Monument historique aufgenommen.

## Geschichte
Vorläufer der heutigen Kirche war eine Kapelle von 1622, die 1623 zur Pfarrkirche erhoben wurde. Sie war zunächst Unserer Lieben Frau geweiht und wurde Notre-Dame-de-l’Île genannt. Später erhielt sie das Patrozinium Ludwigs des Heiligen, des 1297 heiliggesprochenen Königs von Frankreich. Im Jahr 1664 legte der Erzbischof von Paris Hardouin de Péréfix den Grundstein für die neue Kirche, für die der Architekt François Le Vau, der Bruder von Louis Le Vau, die Pläne entworfen hatte. Mit der Ausmalung wurde Jean-Baptiste de Champaigne (1631–1681), der Neffe des berühmteren Philippe de Champaigne, betraut. Nach dem Tod Le Vaus führten nacheinander Gabriel Le Duc, Pierre Bullet und Jacques Doucet die Bauarbeiten weiter, die 1725 abgeschlossen wurden.
Während der Französischen Revolution wurde die Kirche geschlossen und sämtlicher Ausstattungsstücke und Kunstwerke beraubt. Im Jahr 1798 wurde sie als Nationaleigentum verkauft. Im Jahr 1817 erwarb die Stadt Paris die Kirche und ließ 1842 neue Bleiglasfenster einbauen. Im 19. Jahrhundert wurden zahlreiche Kunstgegenstände erworben, mit denen man die Kirche ausstattete.

## Architektur

### Außenbau
Die Kirche ist nach Osten ausgerichtet und hat eine Länge von 57 Metern, eine Breite von 28 Metern und eine Höhe von 20 Metern. Über dem Eingangsportal an der Rue Louis-en-l’Île erhebt sich der 30 Meter hohe Glockenturm aus dem Jahr 1765, dessen steinerne Spitze abwechselnd von ovalen und runden Öffnungen durchbrochen ist. Die Türen des Portals stammen aus dem 17. Jahrhundert. Sie sind aus Eichenholz geschnitzt und mit Medaillons und Girlanden verziert.

### Innenraum

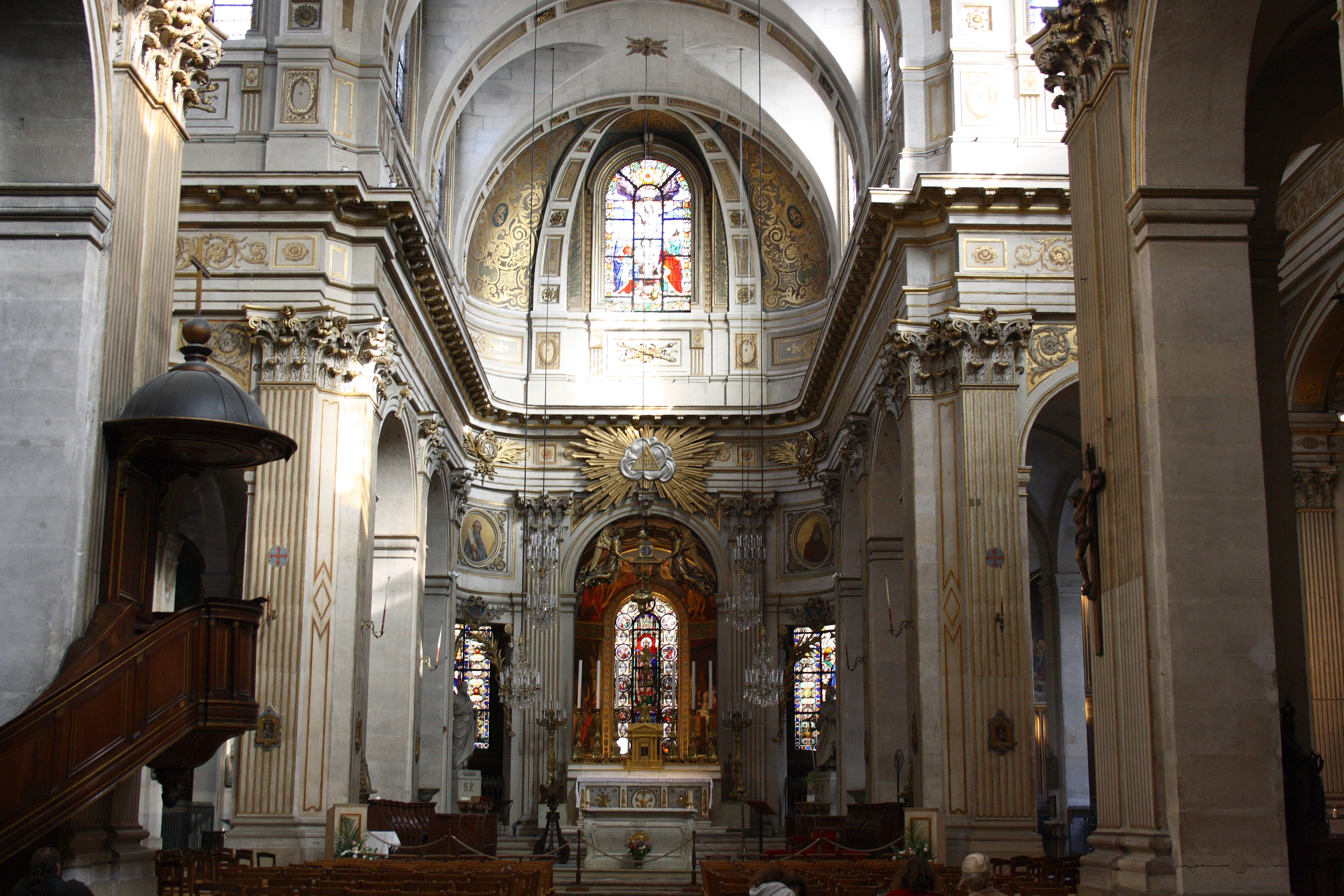
Innenraum

Das Langhaus ist dreischiffig und in drei Joche gegliedert. Das Querhaus ragt nicht über die Breite des Langhauses hinaus. Der Chor erstreckt sich über zwei Joche. Er ist gerade geschlossen und von einem Chorumgang umgeben, an den sich neun Kapellen anschließen.
Rundbogenarkaden überspannen die mächtigen Pfeiler des Mittelschiffs und grenzen es von den beiden Seitenschiffen ab. Die Pfeiler werden durch kannelierte Pilaster verstärkt, die mit korinthischen Kapitellen versehen sind. Über der Arkadenzone verläuft ein mit Arabesken verzierter Fries und ein auf skulptierten Kragsteinen aufliegendes Gesims.
Haupt- und Seitenschiffe tragen Kreuzgratgewölbe. Die Vierung wird von einer Pendentifkuppel überwölbt. Sie ist mit dem Lilienwappen der französischen Könige und der Kette des Ordens vom heiligen Geist verziert.

## Bleiglasfenster

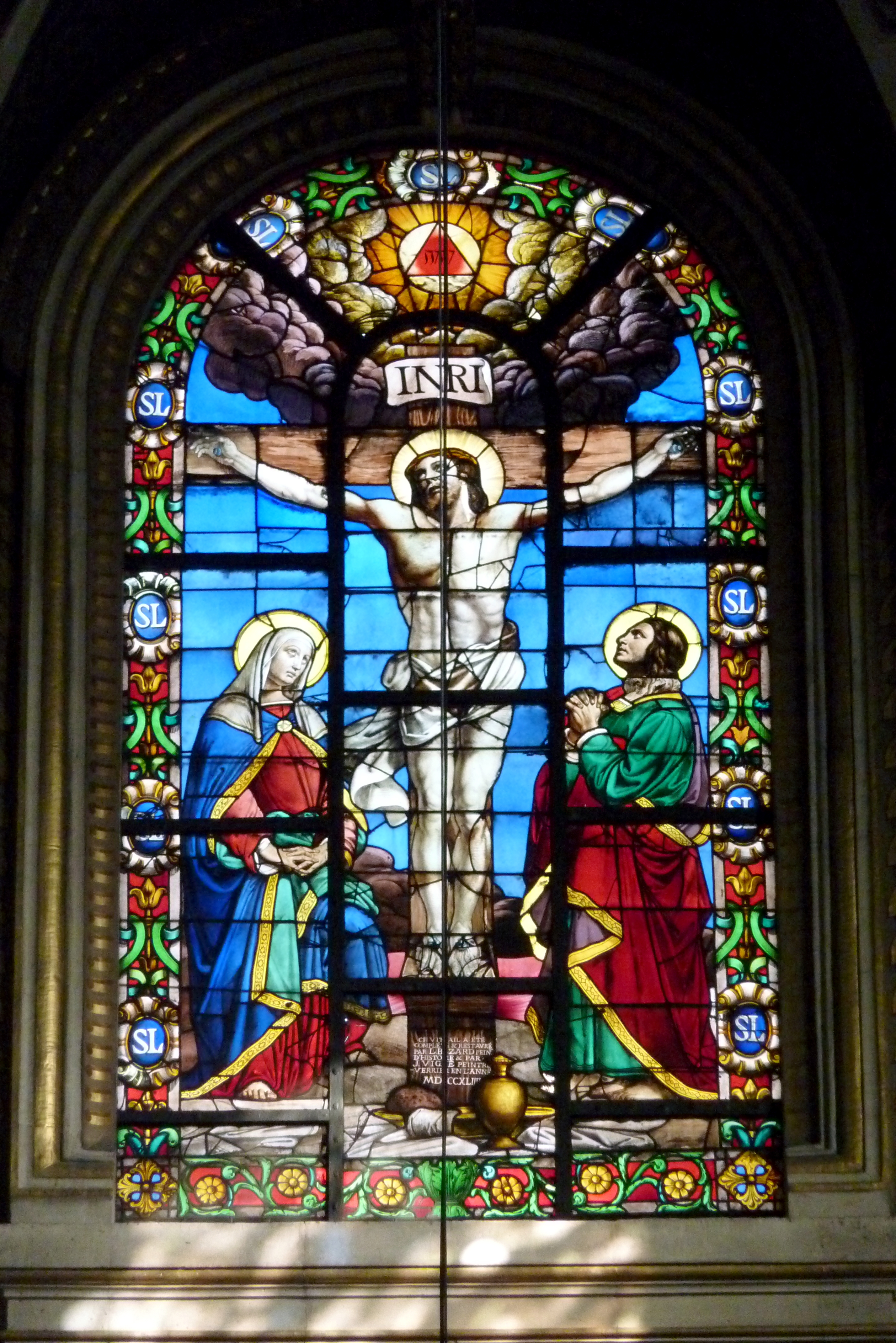
Chorfenster

Das große Chorfenster mit der Darstellung der Kreuzigung Christi stammt aus dem 17. Jahrhundert und wurde 1844 von Jean-Louis Bézard und Joseph Vigné ergänzt.
Die Fenster in den Chorkapellen wurden 1842 von Joseph Vigné nach Kartons von Pierre Jollivet (1794–1781) ausgeführt. Sie sind Ludwig dem Heiligen, seiner Schwester Isabella von Frankreich, der Gründerin der Abtei Longchamp, und seiner Mutter Blanka von Kastilien gewidmet. In der Herz-Jesu-Kapelle im rechten Seitenschiff befindet sich ein Fenster mit der Bildunterschrift „DÉVOTION DE LA FRANCE AU SACRÉ COEUR“ (Frankreich weiht sich dem Herzen Jesu), auf dem im Hintergrund die Kirche Sacré-Cœur dargestellt ist. Die Signatur am unteren Rand („Ancienne maison Coffetier Ch. Champigneulle fils de Paris et Cie“) verweist auf die Werkstatt des Glasmalers Charles Champigneulle. Das Fenster in der Grabeskapelle der Familie Czartoryski stellt die Auferstehung Jesu dar und wurde 1866 von Alfred Gérente geschaffen.

## Ausstattung
- Über dem Hauptaltar aus weißem und grauem Marmor schwebt ein Auge Gottes, eine vergoldete Schnitzerei, mit den hebräischen Buchstaben JHWH.

### Skulpturen

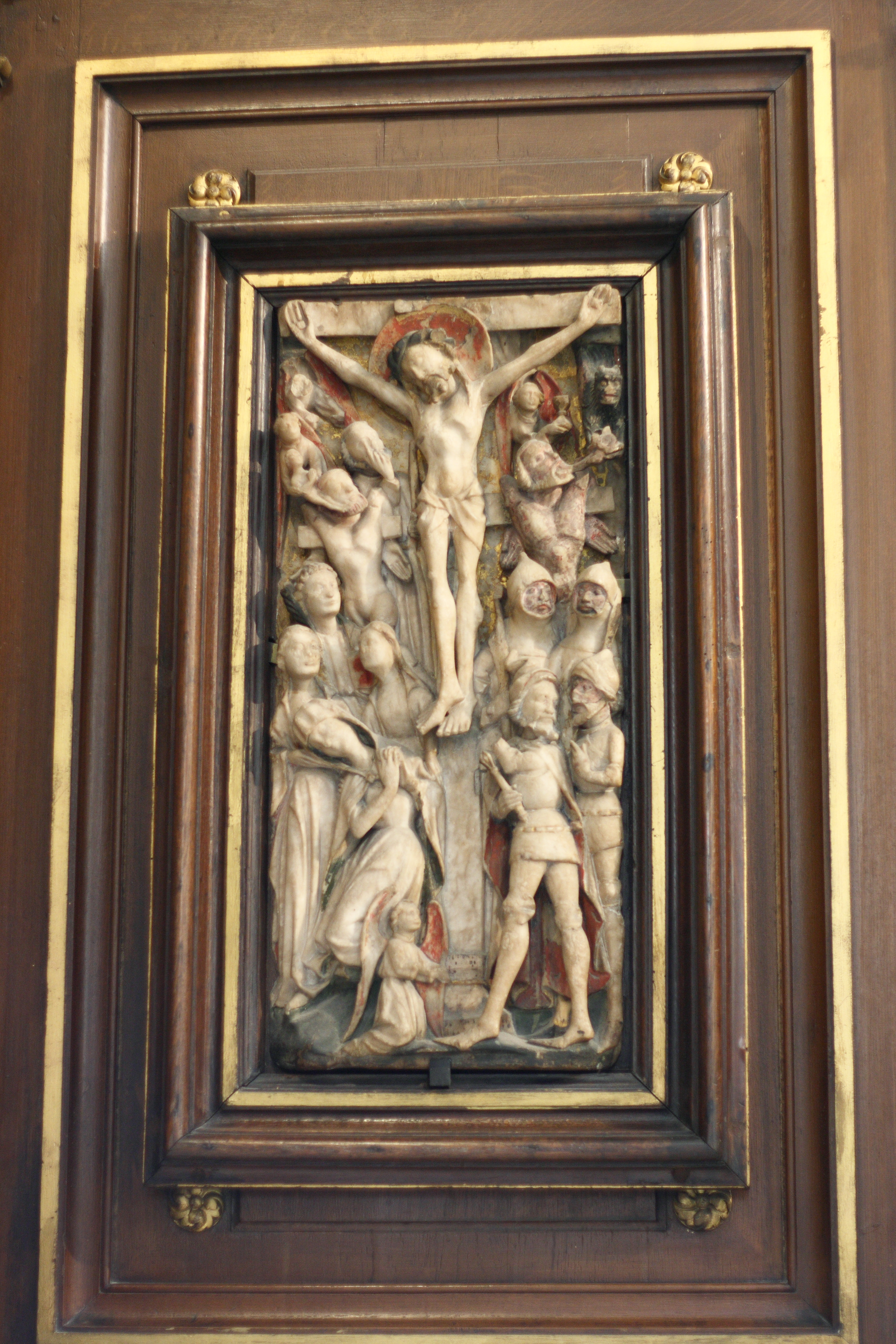
Alabasterrelief mit der Kreuzigung Christi

- In den Kapellen des Chorumgangs befinden sich Alabasterreliefs aus Nottinghamer Werkstätten, die aus dem 14., 15. und 16. Jahrhundert stammen (vgl. Saint-Leu-Saint-Gilles). Die Reliefs mit der Darstellung des Begräbnisses eines Bischofs (Monument historique (Objekt) seit 2023[3]), der Krönung Mariens (Monument historique (Objekt) seit 2023[4]) und der Kreuzigung Christi (Monument historique (Objekt) seit 2023[5]) werden ins 15. Jahrhundert datiert.
- Das aus Alabasterrelief mit der Darstellung der Grablegung Mariens (Monument historique (Objekt) seit 2023[6]) gehörte ursprünglich zu einem Altarretabel. Das Relief weist noch Reste der ursprünglichen Farbfassung auf und stammt aus einer flandrischen Werkstatt. Es wird um 1500 datiert.
- Die beiden Reliefs in der Saint-Vincent-de-Paul-Kapelle mit der Darstellung des Letzten Abendmahls (Monument historique (Objekt) seit 2023[7]) und der Grablegung Christi (Monument historique (Objekt) seit 2023[8]) stammen aus dem 16. Jahrhundert und werden einer französischen Werkstatt zugeschrieben.
- Acht Holztafeln mit Szenen aus dem Leben Jesu in der Taufkapelle stammen aus dem 16. Jahrhundert.
- Die Stuckskulpturen der Madonna mit Kind und der heiligen Genoveva, beide von 1741, sind Werke des Bildhauers François Ladatte.
- Die Kreuzwegreliefs wurden von Jean-Bernard Duseigneur (1808–1866) geschaffen.

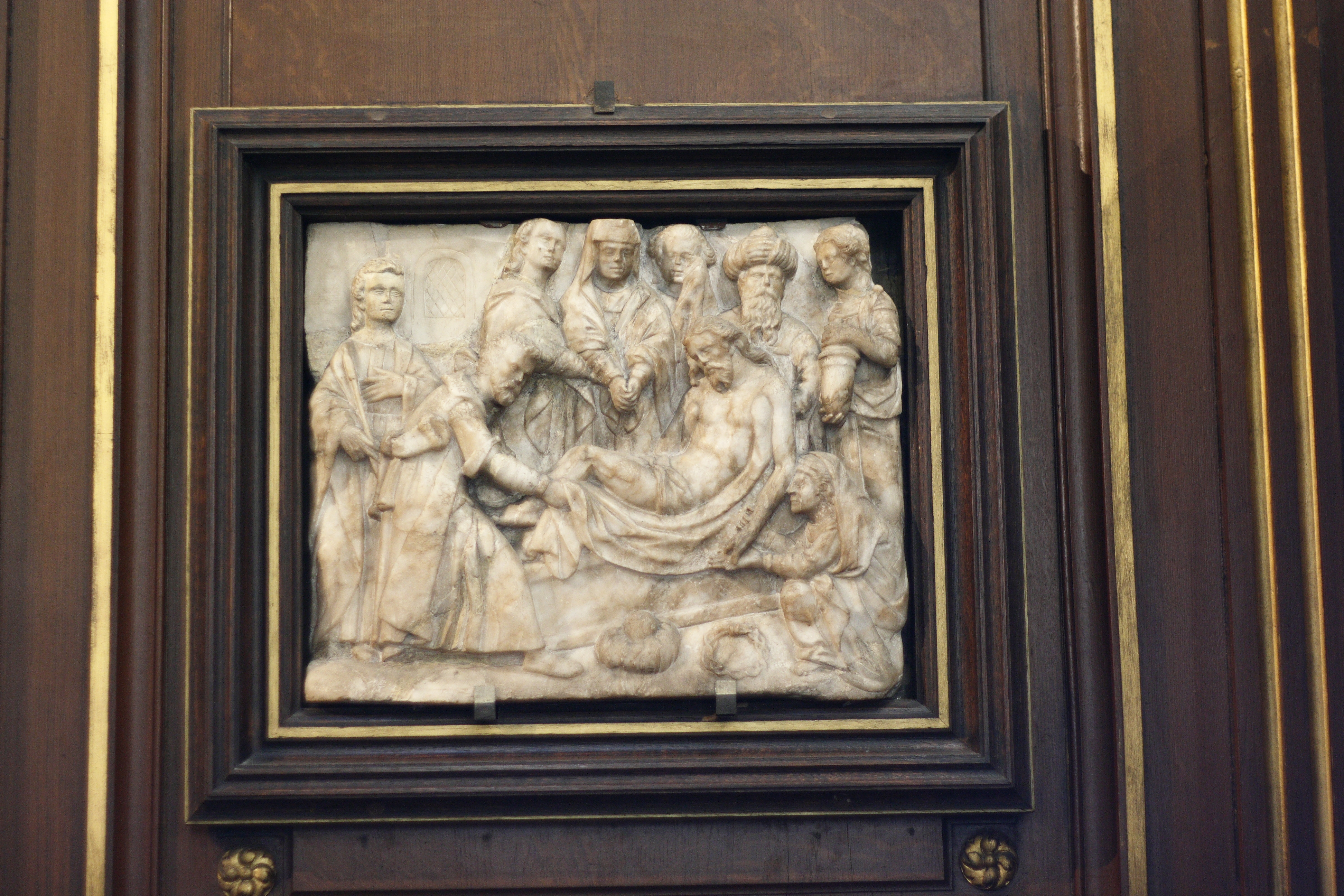
Alabasterrelief der Grablegung Christi
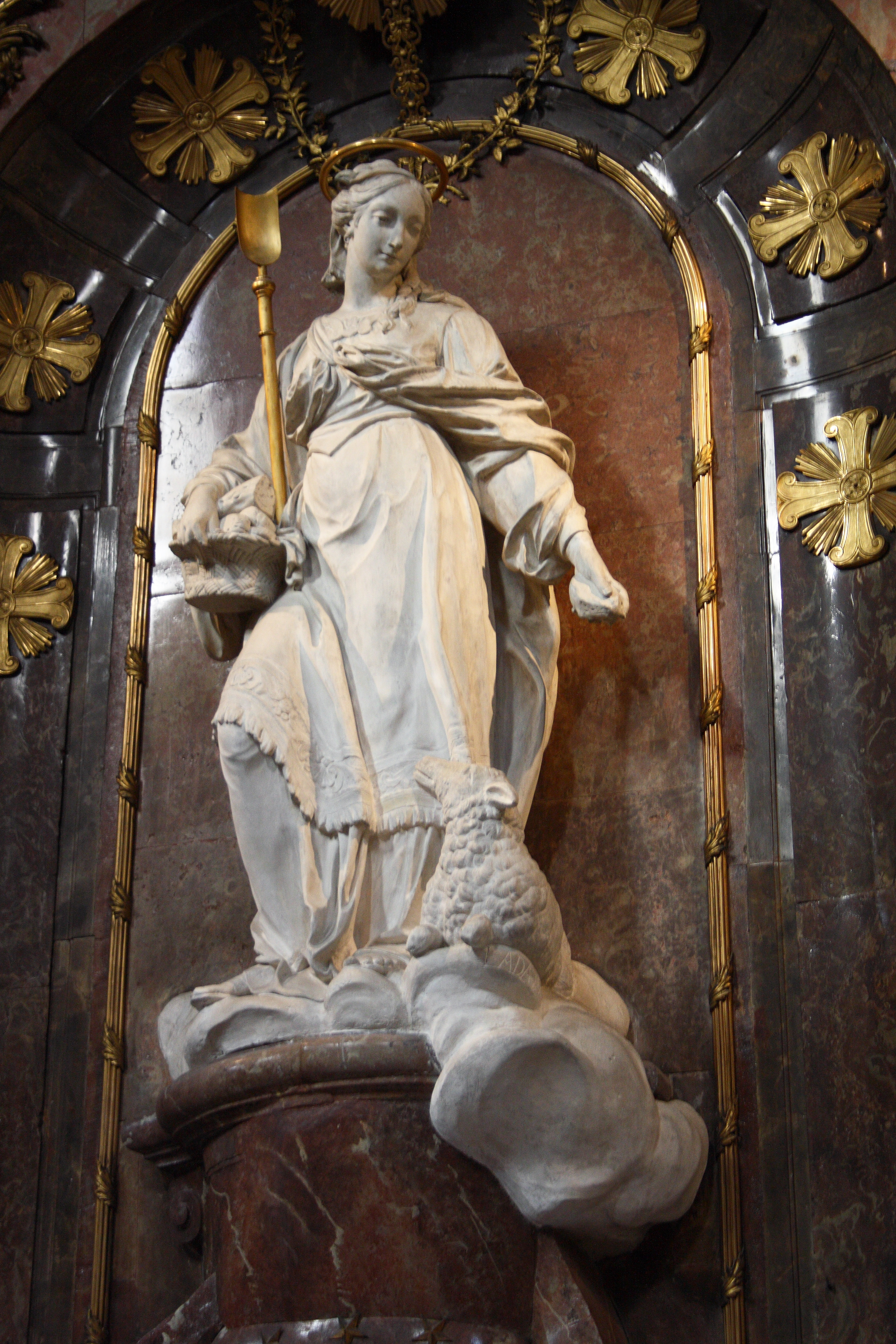
Heilige Genoveva
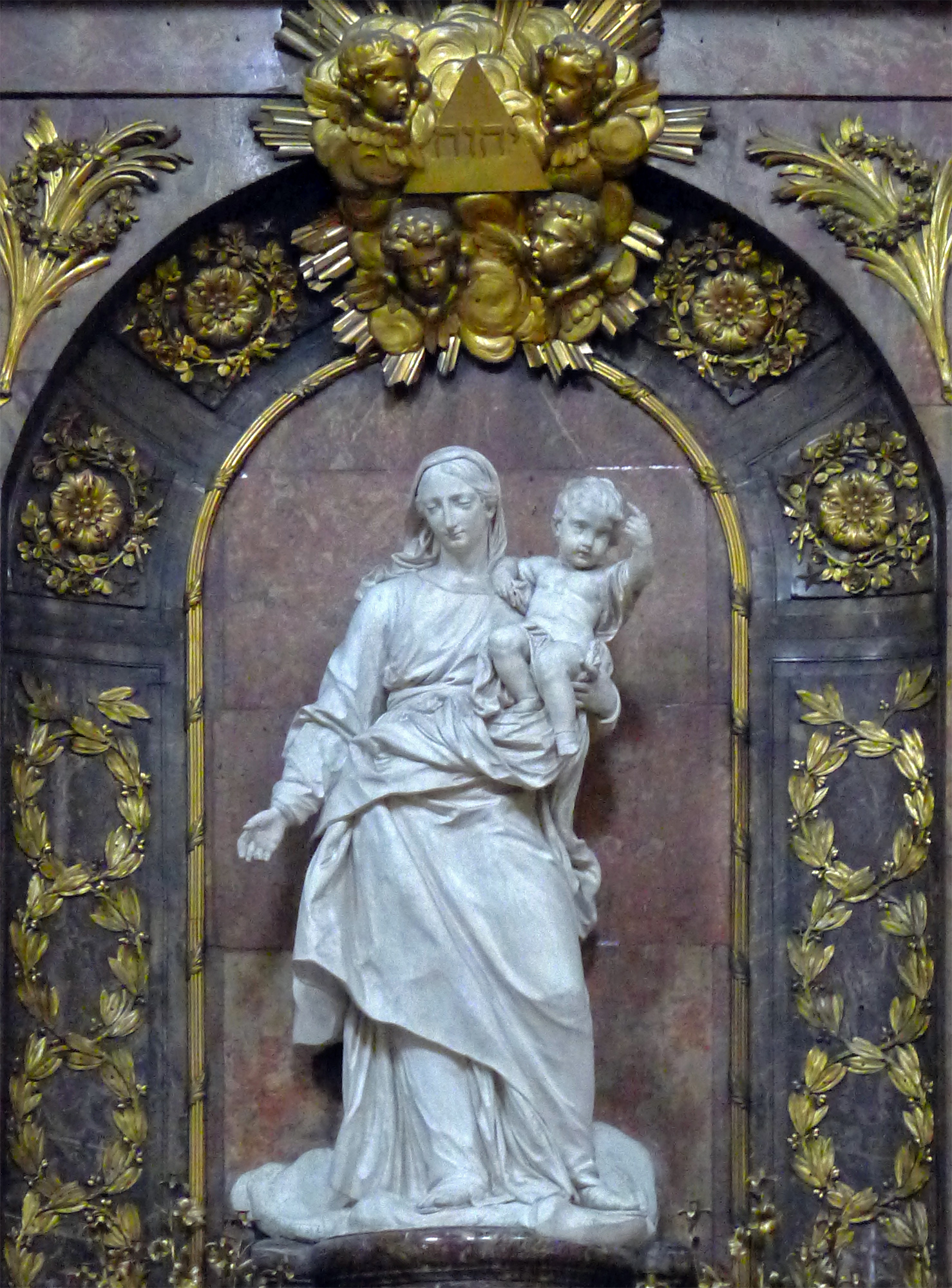
Madonna mit Kind
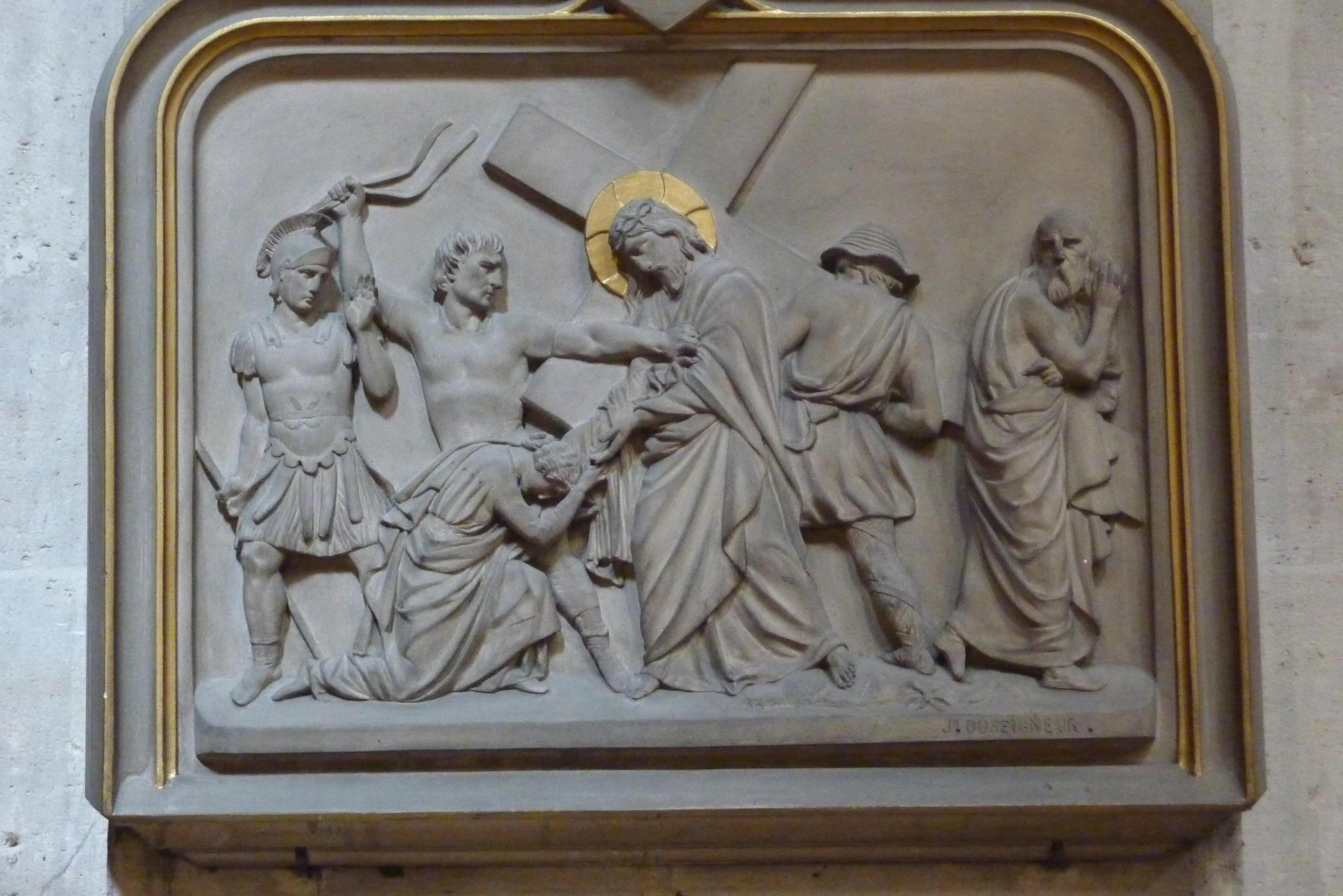
Kreuzwegstation

### Gemälde
- Zwölf Malereien auf Kupfer auf den Pfeilern des Hauptschiffes mit der Darstellung der zwölf Apostel stammen aus dem 17. Jahrhundert.
- Über dem Eingang befindet sich das Gemälde Saint Louis recevant la dernière communion (Ludwig der Heilige empfängt die Letzte Kommunion) von Ary Scheffer (1795–1858) (Monument historique (Objekt) seit 1908[9])
- In den Seitenschiffen befinden sich:
  - Drei Gemälde mit Darstellungen des heiligen Hieronymus, des heiligen Franz von Assisi (beide aus dem 15. Jahrhundert) und der heiligen Klara von Assisi (14. Jahrhundert) aus der italienischen Schule
  - Les Pèlerins d'Emmaüs (Emmausjünger) von Charles-Antoine Coypel (1694–1752)
  - Les Disciples d'Emmaüs (Emmausjünger) von Francesco Vecellio (1475–1559)
  - Saint Pierre et saint Jean guérissant un paralytique à la porte du Temple (Petrus und Johannes heilen einen Gelähmten an der Pforte des Tempels) von 1743, von Carle Van Loo (1705–1765)
  - Le Baptême du Christ (Taufe Christi) von 1645, von Jacques Stella (1596–1657)

## Orgel

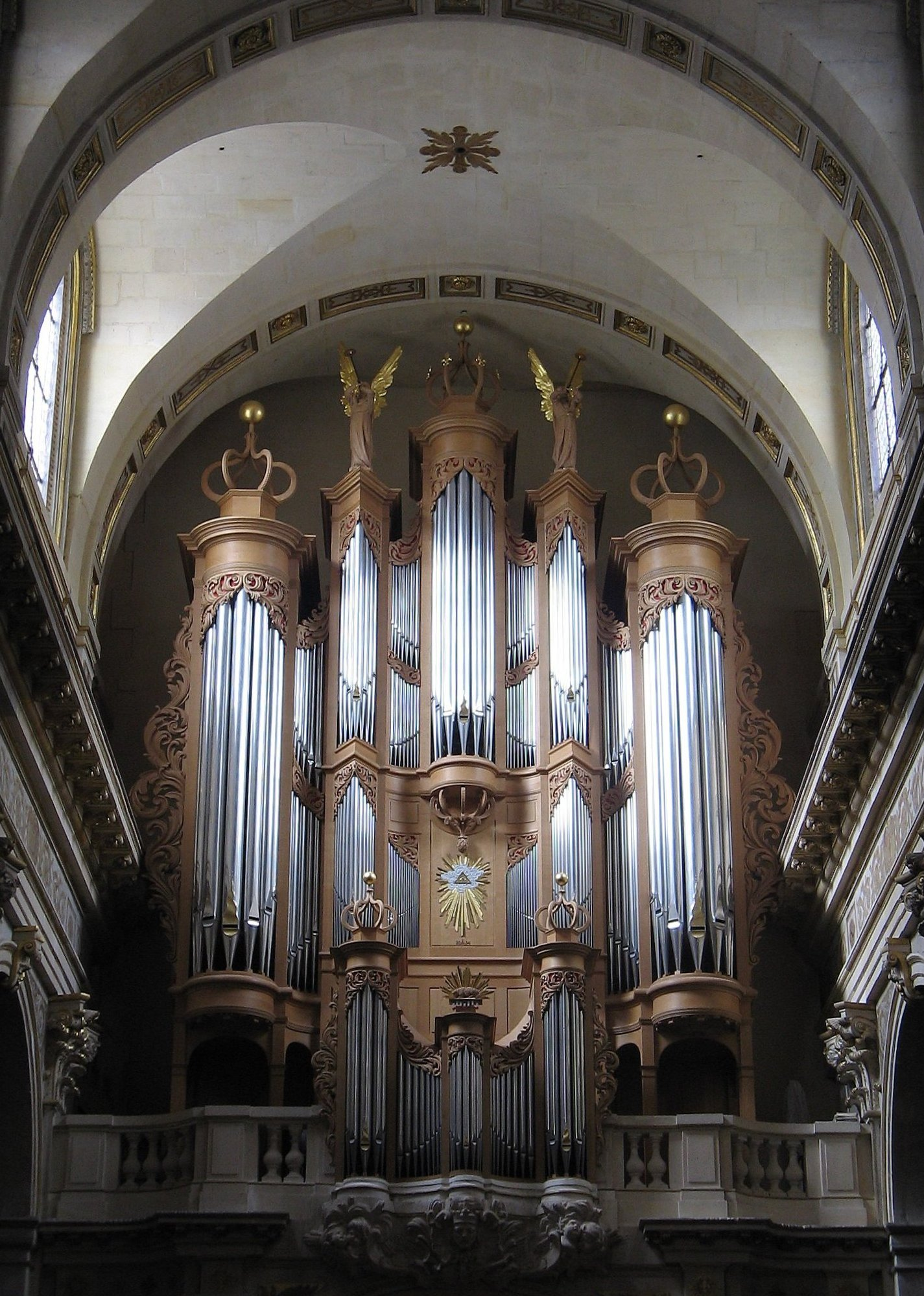
Blick auf die Orgel

Die Orgel ist ein Werk des Orgelbauers Bernard Aubertin und wurde 2005 in ein neobarockes Gehäuse eingebaut. Das Instrument hat 51 Register auf drei Manualen und Pedal. Die Spiel- und Registertrakturen sind mechanisch.
| I Positif de Dos C–g3 |                  |       |
| 1.                    | Montre           | 8′    |
| 2.                    | Bourdon          | 8′    |
| 3.                    | Quintaton        | 8′    |
| 4.                    | Prestant         | 4′    |
| 5.                    | Flûte à cheminée | 4′    |
| 6.                    | Flageolet        | 2′    |
| 7.                    | Flûte            | 1 ⁄3′ |
| 8.                    | Sesquialter II   |       |
| 9.                    | Mixture IV       |       |
| 10.                   | Dulciane         | 8′    |
| 11.                   | Allemande        | 4′    |
|                       | Tremblant        |       |

| II Grand Orgue C–g3 |               |     |
| 12.                 | Principal     | 16′ |
| 13.                 | Octave        | 8′  |
| 14.                 | Gambe         | 8′  |
| 15.                 | Flûte         | 8′  |
| 16.                 | Prestant      | 4′  |
| 17.                 | Flûte conique | 4′  |
| 18.                 | Quinte        | 3′  |
| 19.                 | Octave        | 2′  |
| 20.                 | Cornet V      | 8′  |
| 21.                 | Mixture IV-VI |     |
| 22.                 | Basson        | 16′ |
| 23.                 | Trompette     | 8′  |
|                     | Tremblant     |     |

| III Récit C–g3 |                   |        |
| 24.            | Bourdony          | 8′     |
| 25.            | Principal         | 8′     |
| 26.            | Flûte traversière | 8′     |
| 27.            | Unda Maris        | 8′     |
| 28.            | Octave            | 4′     |
| 29.            | Flûte             | 4′     |
| 30.            | Nazard            | 3′     |
| 31.            | Traversine        | 2′     |
| 32.            | Octave            | 2′     |
| 33.            | Terz              | 1 3⁄5′ |
| 34.            | Quinte            | 1 ⁄3′  |
| 35.            | Sifflet           | 1′     |
| 36.            | Mixture III       |        |
| 37.            | Fagott            | 16′    |
| 38.            | Voix humaine      | 8′     |

| Pédale C–f1 |            |     |
| 39.         | Principal  | 16′ |
| 40.         | Violon     | 16′ |
| 41.         | Bourdon    | 16′ |
| 42.         | Quinte     | 12′ |
| 43.         | Octave     | 8′  |
| 44.         | Bourdon    | 8′  |
| 45.         | Prestant   | 4′  |
| 46.         | Flûte      | 2′  |
| 47.         | Mixture IV |     |
| 48.         | Dulciane   | 32′ |
| 49.         | Buzène     | 16′ |
| 50.         | Trompette  | 8′  |
| 51.         | Cornet     | 4′  |

- Koppeln: I/II, III/II, II/III, II/P